# ユーグ4世・ド・リュジニャン
ユーグ4世・ド・リュジニャン（フランス語：Hugues IV de Lusignan, 997年以前 - 1030/32年）は、リュジニャンの4代目領主。ブルヌス（Brunus, ラテン語で褐色卿）またはル・キリアルク（le Chiliarque, フランス語で千人隊長卿）と呼ばれた。

## 生涯
ユーグ3世アルバスとアルセンド・ド・ヴィヴォンヌの息子。気性の荒々しい貴族で、無名であったリュジニャン家をヨーロッパ、ひいては中東での事件で注目される一族とした。
ユーグは自分が領主の座に就く正当性に主張した領地を巡ってトゥアール副伯ラウル1世と長年に渡る戦争をしたが、ラウルの娘オーデアルド（またはアルディアルド）とユーグ4世が結婚したことにより協定が結ばれ、一時的に和睦した。
結婚の際に持参金として、ユーグはムゼイユ（フランス語版）城を受け取った。ユーグ4世はこの他、祖父ユーグ2世ル・シェールによって建てられたリュジニャン城とアキテーヌ公によって建てられたクエ（フランス語版）城を既に所持していた。しかし、ラルフ1世が死去した後、トゥアール副伯位を相続した甥ジョフロワ2世にムゼイユ領を奪還された。
ユーグ4世はラ・マルシュ伯ベルナール1世の領地であったシヴレー（フランス語版）を略取したランコン（フランス語版）卿エメリー1世と長い戦争をした。アキテーヌ公ギヨーム5世との同盟により、ユーグとベルナールはシヴレーを奪還し、ユーグはシヴレーを領有したが、その後すぐに失ってしまった。それにも関わらず、ユーグはエメリー1世との戦争を続けた。
シャテルロー副伯の座が空席になった際、ユーグは君主ギヨーム5世にその座を要求したが、口約束を理由に延期された。焦れたユーグはギヨーム5世と戦争を繰り広げ、ギヨームはかつて母方のおじジョスラン1世が所有していたヴィヴォンヌ（フランス語版）領をユーグに与えた。ギヨーム5世の実母にあたる先のアキテーヌ公ギヨーム4世妃エマにより、父ユーグ3世にサン＝メクソン（フランス語版）領の税金の徴収権を与えられ、ユーグ4世が相続したが、ギヨーム5世により権利を剥奪された。
1025年3月6日、ユーグは自分の魂のための修道院を見つけるために、ポワティエのサンティレール修道院（フランス語版）と土地を交換した。ギヨーム5世はフランス王ロベール2世から、2つの勅許状を得て、この修道院とクエにある別の修道院の設立を認めた。ユーグとポワティエ司教イセンバールはその後、教皇ヨハネス19世に手紙を送り、ヌアイエ（フランス語版）の権限を除いて、自分の修道院がすべて教皇権限から免除されることを求めた。この免除は認められた。
リュジニャンのノートルダム修道院では、修道僧の年代記編者がユーグの戦歴を称える『アキテーヌ公ギヨームとユーグ千人隊長卿の会談（ラテン語題; Conventum inter Guillelmum ducem Aquitaniae et Hugonem Chiliarchum）』を書いた。これによると、ユーグ4世はギヨーム5世との最終合意から1年後、おそらく1026年頃に死去した。

## 子女
ユーグは妻オーデアルド（1008年以前 - 1030年以前）との間に以下三男を授かった。
- ユーグ5世（1021年頃 - 1060年頃） - リュジニャン・クエ卿位を父から継承。ル・ピュー（敬虔卿）と称された。
- ロルゴン（1022年頃 - 1079年頃） - 兄ユーグ5世の死後、クエ卿位を継承。名前・出自不明の妻との結婚により、次代クエ卿であり、ポワティエのサンティレール修道院のカントル兼律修司祭ユーグ・ド・クエ（1050年頃 - 1125年頃）が生まれたとされる。
- ルノー（? - 1029年以降）

2人目の妻マオー（1017年以前 - 1030年頃）との間に知られている子女・子孫はいない。